# Péry
Péry är en ort i kommunen Péry-La Heutte i kantonen Bern, Schweiz. 
Péry var tidigare en självständig kommun, men 1 jan 2015 bildades den nya kommunen Péry-La Heutte genom sammanslagning av kommunerna Péry och La Heutte.